# Villa Hercules
La Villa Hercules (en hongrois : Hercules-villa) est un musée situé dans le 3e arrondissement de Budapest. Sa collection a pour vocation de présenter l'histoire d'Aquincum, site romain situé à l'emplacement de l'actuelle capitale de la Hongrie. Ce musée fait partie du Musée historique de Budapest.